# Design Funktion AB
Design Funktion AB var ett svenskt företagsgrupp i Åtvidaberg, som tillverkade kontorsmöbler och skolmöbler. Det bildades omkring 1986 med bas i den kontorsmöbeltillverkningen i Facit Kontorsmöbler, som ingick i Facit AB, vilket företag Electrolux AB hade köpt 1972. Electrolux sålde kontorsmöbeltillverkningen till en svensk-norsk ägargrupp, vilken fusionerade det med Sundo skolmöbler, Vemo miljömöbler och några andra mindre företag till Design Funktion. Den förste vd:n var Björn Svärdsson (född 1943)
Senare köpte den finländska möbeltillverkaren Isku Oy en minoritetsandel i Design Funktion.
Design Funktion satte flertalet av sina möbelföretag i konkurs 1993. För den tillverkning som skedde i Åtvidaberg genomfördes en rekonstruktion genom bildandet av Åtvidabergs Industrier AB, senare namnändrat till Facit Furnitures AB. Ägare var det då av Securum ägda Facit AB, Isku Oy och den svenska återförsäljarkedjan. Isku blev helägare 1995 och fusionerade Facit Furnitures med Sundo Skolmöbler i Osby till Isku Svenska AB. Detta gick sedan i konkurs 2001, varefter möbeltillverkningen i Åtvidaberg upphört.